# 中国人民解放军陆军第十四集团军炮兵旅
陆军第十四集团军炮兵旅（英語：Artillery Brigade, 14th Army），是曾经中国人民解放军陆军第十四集团军下属的炮兵旅，2017年跟随集团军一同被裁撤。

## 历史概述
该旅前身为炮兵暂编第四师。1950年10月25日，西南军区决定以炮兵7团（由二野4纵10旅山炮大队整编），炮兵15团（三野特种警卫团整编）为基础，组建西南军区炮兵暂编第4师，归云南军区建制，辖炮兵7团、炮兵15团、军士教导营。
1951年2月10日，总参决定将西南军区炮兵暂编第4师改称炮兵第4师，该师在云南省曲靖县大营房组建，师长杜剑华，政委周泉。炮兵7团装备38式野炮27门，90野炮12门，法32倍野炮6门；炮兵15团装备91式105榴弹炮28门。9月12日，云南军区命令，抽调炮兵7团2营和4营所属的10、11连，炮兵15团7连、13、14军山炮营部分人员组建炮兵18团，归炮兵第四师建制。
1984年2月22日，炮4师5团到达文山县，4月2日炮兵5团2连观察所发现越军313师457炮团加农炮12营发射阵地，3营7、8连进行压制性射击，据越军战后数据，被击毙越军20余人，击毁85加农炮11门，汽车11辆，冲锋枪11支，电台5部，引爆炮弹1060发。
1992年，吸收陆军第十四集团军炮兵旅为炮兵第19团，整师划入陆军第十四集团军建制，2003年缩编为第十四集团军炮兵旅。2017年被裁撤。

## 沿革
- 炮兵暂编第四师——（1950年10月25日-1951年2月10日）
- 炮兵第四师——（1951年2月10日-2003年8月）
- 陆军第十四集团军炮兵旅——（2003年8月-2017年2月）

## 荣誉
- 英雄前进观察所：炮兵49团2营前进观察所
- 老山神炮连：炮兵5团8连[2][3]